# GRO J1655-40
GRO J1655-40 е двойна звезда, съставена от еволюирала първична звезда от тип F и масивен, невидим спътник, които се въртят в орбита един друг на всеки 2,6 дни в съзвездието на Скорпион. Газът от повърхността на видимата звезда се натрупва върху тъмния спътник, който изглежда като звездна черна дупка с няколко пъти по-голяма маса от Слънцето. Оптичният спътник на този рентгенов бинар с ниска маса е F звезда – субгигант.
Наред с GRS 1915 + 105, GRO J1655-40 е един от поне два галактически „микроквазара“, които могат да осигурят връзка между свръхмасивните черни дупки, които обикновено се считат за захранващи екстрагалактични квазари и повече локални акредитиращи черни дупки. По-специално, и двете показват радио джетове, характерни за много активни галактически ядра.
Разстоянието от Слънчевата система вероятно е около 11 000 светлинни години или приблизително на половината път от Слънцето до Галактическия център, но по-близко разстояние от ~ 2800 ly не е изключено. GRO J1655-40 и спътникът му се движат по Млечния път на около 112 км/с (250 000 мили в час), в галактическа орбита, което зависи от точното му разстояние, но най-вече е вътрешно към „Слънчевия кръг“, d ~ 8500 pc и в рамките на 150 pc (~ 500 ly) от галактическата равнина, За сравнение Слънцето и другите близки звезди имат типични скорости от порядъка на 20 км/с спрямо средната скорост на звездите, движещи се с въртенето на галактическия диск в слънчевия квартал, което подкрепя идеята, че черната дупка се е образувала от срутването на ядрото на масивна звезда. Когато ядрото се срути, външните му слоеве избухнаха като свръхнова. Такива експлозии често изглежда оставят остатъчната система да се движи през галактиката с необичайно висока скорост.
Установено е, че източникът на избухване проявява квазипериодични трептения (QPOs), чиято честота се увеличава монотонно по време на фазата на избухване и с монотонно намаляваща честота във фазата на спадане на избухването. Това може да се моделира лесно, ако се предполага разпространение на колебателна ударна вълна: постоянно се приближава към черната дупка поради повишаване на скоростта на компонента на Кеплериан във фазата на нарастваща и отдалечаване от черната дупка, тъй като вискозитетът се оттегля във фазата на намаляване. Изглежда шокът се разпространява със скорост от няколко метра в секунда.